# Acordo de não-divulgação
Um acordo de não-divulgação, por vezes AN-D (do inglês: Non-Disclosure Agreement; NDA) é um contrato legal de confidencialidade entre ao menos duas partes que destacam materiais ou conhecimentos confidenciais que as partes desejam compartilhar para determinado propósito, mas cujo uso generalizado desejam restringir. Em outras palavras, é um contrato através do qual as partes concordam em não divulgar informação coberta pelo acordo. Em alguns casos, o contrato pode estipular que a própria existência do NDA não seja divulgada. Um NDA cria um relacionamento confidencial entre as partes para proteger qualquer tipo de segredo comercial. Como tal, um NDA pode proteger informação comercial não pública.
São geralmente assinados quando duas empresas ou indivíduos consideram a hipótese de fazer negócios conjuntamente e precisam entender o processo utilizado no negócio do outro apenas para o propósito de avaliar o potencial de um relacionamento comercial. NDAs podem ser "mútuos", significando que ambas as partes sofrem restrições no uso dos materiais providos, ou podem restringir somente uma das partes.
É também possível que um empregado assine um acordo do tipo ou assemelhado no momento de sua contratação. Realmente, alguns contratos de trabalho incluem uma cláusula restringindo o uso generalizado de "informação confidencial".